# 蜂刑者
《蜂刑者》（英語：The Beekeeper）是一部2024年美國動作驚悚片，由大衛·艾亞執導，寇特·威默編劇，傑森·史塔森、艾美·瑞佛-蘭普曼、喬許·哈契森、鮑比·納德利（Bobby Naderi）、蜜妮·卓芙、菲莉西亚·拉沙德與傑瑞米·艾朗主演。劇情講述強大秘密組織「蜂刑者」（Beekeepers）的一名前探員為了遭詐騙而自殺的朋友復出，企圖對進行網路釣魚詐騙集團展開報復行動。
《蜂刑者》2024年1月12日在美國上映；全球票房達1.52億美元。

## 劇情
退休教師艾洛伊絲·帕克在鄉村獨居，並把穀倉租給養蜂人亞當·克雷。某天艾洛伊絲中了網路釣魚詐騙，導致200萬美元的慈善基金被騙光，艾洛伊絲知道上當後傷心欲絕的舉槍自殺。當晚亞當前來拜訪艾洛伊絲時發現了她的屍體，隨即立即被聯邦調查局（FBI）探員兼艾洛伊絲之女維洛娜誤以為亞當是兇手於是將他逮捕。，但隨後知道亞當是無辜後被便釋放他，維洛娜聲稱FBI已知曉詐騙母親的組織，但他們很難追蹤。亞當為了替艾洛伊絲伸張正義，聯繫了神秘組織「蜂刑者」（Beekeeper），以找出肇事者。
亞當來到聯合資料集團，嚇跑了員工並燒毀了大樓。此處負責人米基·賈奈特通知了上司兼技術主管德瑞克·丹佛斯，之後米基聽從應德瑞克的命令帶了一隊殺手去殺死亞當。亞當輕易殺光了米基的人馬，並割斷了米基的右手手指。駕車逃走的米基在一座橋前停下來致電德瑞克，但卻被亞當跟蹤而襲擊他，並用卡車將他拖下橋致死，隨後從米基搶來的手機警告德瑞克他會找上門來。
德瑞克向前中央情報局（CIA）局長華勒斯·威斯特沃德通報了亞當的情況，華勒斯應德瑞克之母潔西卡的要求保護德瑞克，隨後聯繫了現任CIA局長哈沃德，希望能阻止亞當。哈沃德聯繫蜂刑者，得知亞當原來是已經退役的蜂行者。在一間加油站亞當殺死了派來殺自己的現任蜂刑者安妮斯特後，蜂刑者即刻宣布保持中立。維洛娜和搭檔麥特·威利探員向FBI副局長普利格出推斷出亞當將對波士頓的九星聯合公司發動攻擊，此公司負責監管德瑞克的所有全球詐騙中心。普利格則同意支援維洛娜和麥特。
華勒斯從私人保全公司召集一群前特種部隊人員，向他們透露蜂刑者是技藝精湛且危險的秘密情報組織，其任務是保護美國，在政府管轄範圍之外行動。為了有機會阻止亞當，華勒斯命令團隊守衛九星大廈內部，而FBI則在周邊部署了自己的特警隊。德瑞克拒絕疏散員工，亞當則在FBI特警隊全部擊倒後並潛入大樓將華勒斯的保全人員全部殺光，然後審問主管瑞可·安札隆尼，對方則透露自己的上司是德瑞克。
維洛娜告訴普利格，聯合資料公司和九星聯合公司由德瑞克所經營，旗下軟體被多個美國政府機構使用。維洛娜更推斷亞當不僅要殺死德瑞克，還可能對其母親，同時是美國總統潔西卡·丹佛斯下手；德瑞克用詐騙來的錢資助母親潔西卡贏得競選活動。當亞當逃脫追捕時，華勒斯建議德瑞克在特勤局的保護下與母親待在一起。
在潔西卡的海濱豪宅中，華勒斯僱用了拉薩路為首的一群傭兵，拉薩路先前曾以失去了一條腿為代價殺死過一位蜂刑者。然而潔西卡從普利格那得知兒子非法活動的真相後決定將真相公諸於世，但德瑞克反對並氣得槍殺了普利格。亞當潛入別墅後並殺死了包含拉薩路在內的僱傭兵們，本來華勒斯勸說亞當放棄反被亞當制服，隨後亞當而來到總統辦公室時，德瑞克則挾持母親為人質，維洛娜和麥特來闖進來勸阻亞當。亞當在德瑞克打算朝潔西卡開槍時先殺死了他，然後從附近的窗戶逃到了海灘上。維洛娜本來可以對亞當開槍，但理解到亞當所做的一切都是為了她的母親後還是放過了對方。最後，亞當藉由藏在海灘的水下裝備逃跑。

## 演員
- 傑森·史塔森[7]飾演亞當·克雷（Adam Clay）：退役蜂刑者，為揪出詐騙集團首腦而復出。
- 艾美·瑞佛-蘭普曼（英语：Emmy Raver-Lampman）[7]飾演維洛娜·帕克探員（Agent Verona Parker）：聯邦調查局（FBI）探員，艾洛伊絲之女。
- 喬許·哈契森[7]飾演德瑞克·丹佛斯（Derek Danforth）：詐騙集團首腦，美國總統之子。
- 鮑比·納德利（Bobby Naderi）[7]飾演麥特·威利探員（Agent Matt Wiley）：維洛娜的搭檔。
- 蜜妮·卓芙[8]飾演珍奈特·哈沃德局長（Director Janet Harward）：中央情報局（CIA）局長。
- 菲莉西亚·拉沙德[8]飾演艾洛伊絲·帕克（Eloise Parker）：維洛娜之母，因聯合資料公司詐騙其名下所有財產而舉槍自戕。
- 傑瑞米·艾朗[7]飾演華勒斯·威斯特沃德（Wallace Westwyld）：前CIA局長，奉總統之命照顧其子德瑞克。
- 潔瑪·瑞葛芮夫（英语：Jemma Redgrave）飾演潔西卡·丹佛斯總統（President Jessica Danforth）：德瑞克之母，新任美國總統。
- 大衛·威茲（英语：David Witts）飾演米基·賈奈特（Mickey Garnett）：聯合資料公司的主管。
- 麥可·艾普（Michael Epp）飾演佩提斯（Pettis）：被威斯特沃德雇來的私人保全傭兵。
- 泰勒·詹姆斯（Taylor James）飾演拉薩路（Lazarus）：保護德瑞克並對付亞當的殺手。
- 安佐·席倫提（英语：Enzo Cilenti）飾演瑞可·安札隆尼（Rico Anzalone）：九星聯合公司的主管。
- 唐·吉爾特（英语：Don Gilet）飾演普利格副局長（Deputy Director Prigg）：FBI副局長。
- 梅根·阮（Megan Le）飾演安妮斯特（Anisette）：接替亞當的蜂刑者。

## 製作
據2022年8月的報導，傑森·史塔森與導演大衛·艾亞在米拉麥克斯電影《蜂刑者》中合作，此項目在坎城影展公開兜售版權，最終由米高梅拿下美國及部分國際地區的發行權。電影2022年9月在英國展開主要拍攝。10月，史塔森被媒體拍到在白金漢郡泰林厄姆的泰林厄姆大廳拍片。電影在同年12月宣告殺青。

## 發行
米高梅負責本片在美國和部分國際地區的院線發行，英國發行權由天空電影負責。電影2024年1月12日在米高梅的亞馬遜MGM影業旗下發行。

## 反響
根据評論匯總网站爛番茄汇总的153篇评论文章，71%的评论家给予该作正面评价，平均打分为5.9分（满分10分）。该网站总结的评论家共识是“《蜂刑者》愉快地走回老路，不必苛求，同時證明在正義執行的動作驚悚片中，史塔森依然健在。” 在Metacritic上，根據33位影評人給予54分（滿分100分），這部電影獲得了「評價褒貶不一或一般」。

## 備註
1. 前譯為《养蜂人》[6]。

## 外部連結
- 互联网电影数据库（IMDb）上《蜂刑者》的资料（英文）
- 蜂刑者的Instagram帳戶